# Château de Lathan
Le château de Lathan est un château situé à Breil, en France.

## Localisation
Le château est situé dans le département français de Maine-et-Loire, sur la commune de Breil.

## Historique
L'édifice est inscrit au titre des monuments historiques en 1990 et classé en 1999
Un projet avait été fait pour la famille Pays de Lathan en 1773 par Victor Louis, architecte de Bordeaux mais le château n'a pas été réalisé. Seuls une partie du parc et  des bâtiments annexes ont été réalisés.
Le château a été construit entre 1861 et 1865 à l'emplacement du projet.